# Hyparrhenia gazensis
Hyparrhenia gazensis är en gräsart som först beskrevs av Alfred Barton Rendle, och fick sitt nu gällande namn av Otto Stapf. Hyparrhenia gazensis ingår i släktet Hyparrhenia och familjen gräs. Inga underarter finns listade i Catalogue of Life.